# نادي اتحاد سيدي معروف
نادي اتحاد سيدي معروف أو اتحاد سيدي معروف نادي رياضي مغربي من مدينة الدار البيضاء، تأسس سنة 1978 ويتقاسم مع غريمه نادي جمعية الشباب الملعب البلدي سيدي معروف. يحمل النادي اسم أولاد حدو وهي قبيلة في المنطقة معروفة بالفروسية لذلك اتخدته في شعار النادي كرمز الاصالة المغربية

## شعار النادي
شعار الاتحاد الرياضي سيدي معروف بعد التعديلات احترام الوان الفريق الأصلية الأزرق و الأبيض، تغيير التاج ووضع تاج مملكة المغرب، حذف زهرة الزنبق التي ترمز للملكية في فرنسا، رسم فارس أولاد حدو الذي يعبر عن فخر القبيلة و الكتابة بالخط المغربي الأندلسي لإضفاء تميز و اصالة للشعار.